# Neighbours from Hell 2: On Vacation
Neighbours From Hell 2: On Vacation, позната у Сједињеним Државама као Neighbors from Hell: On Vacation, је комична слагалица и стратешка видео игра коју је развио и објавио JoWooD за Мајкрософт Виндовс, Андроид и IOS. То је наставак прве игре Neighbours from Hell. Објављен је за Виндовс 20. фебруара 2004. у Европи и 28. марта 2006. у Сједињеним Државама.
Дана 8. октобра 2020. године, ремастерована компилација прве две игре под називом Neighbours Back from Hell објављена је на Нинтендо Свич, Плејстејшн 4 и Иксбокс Један. Има повећану брзину кадрова и ХД визуелне приказе.

## Прича
Господин Ротвајлер, уморан од Вудијевих шала, одлази на одмор око света са својом мајком и девојком Олгом. Он, међутим, није знао да је постао звезда следеће сезоне истоименог ријалитија, што је Вудију још једна прилика да прави шале. На крају, брод којим путују судара се са сантом леда и тоне, али Ротвајлер се спасава проналазећи чамац за спасавање, испловљавајући на обалу са својом мајком и несвесно са Вудијем.

## Играње
У наставку игре Neighbours from Hell, играч путује на разне локације широм света, посебно у Кину, Индију и Мексико. Игра је мало тежа јер се појавио нови лик, Комшијева мама, која такође може да победи Вудија заједно са својим сином. Лик играча сада има три живота уместо једног, а ако га примете комшија или његова мама, Вуди ће бити избачен у другу област и изгубиће живот. Ту је и лик по имену Олга, жена у коју је Комшија заљубљен, а играч може да користи разне ствари да га Олга претуче (као што је да разбије столицу на којој комшија стоји и да вири док се Олга тушира). Олга има и дете које Комшија често малтретира и није штетно за играча. Како игра напредује, играч откључава разне нове локације.

### Портови и поновна издања
Оригинална верзија Мајкрософт Виндовс је поново дигитално објављена на GOG.com са претходном игром коју је направио JoWood 9. јуна 2009.  Објавила га је на Стиму Nordic Games 7. новембра 2013. након што је заједница успешно добила Greenlit.
THQ Nordic је објавио мобилни порт игре широм света за иОС и Андроид 25. маја 2017. на App Store-у и Google Play-у. Порт за MacOS је објављен у App Store-у 22. јуна 2017.
Порт за Нинтендо ДС је објављен 30. јуна 2009. Иако њен наслов Neighbours from Hell имплицира прву игру, она садржи само другу игру из франшизе.